# Niko Schuurmans
Niko Schuurmans is een personage uit de VTM-televisieserie Familie. Het personage wordt gespeeld door Jo Hens.

## Overzicht
Pierrot heeft Niko leren kennen op een pleintje, en hun gemeenschappelijke interesse, de muziek, bracht deze twee vrienden samen. Al verliep de vriendschap niet altijd even vlot. Niko kende, door de scheiding van zijn ouders, een slechte jeugd. Hij heeft zijn vader al jaren niet meer gezien. Daardoor voelt het alsof er niemand ooit naar hem heeft omgekeken. Niko is dol op muziek en hoopt het ooit in de muziekwereld te maken. Niko werkt in het café Jan en Alleman. Wanneer Niko de badkamer van Mieke moet herstellen, door een waterlek, ontstaat er een haat-liefde relatie tussen de twee. Later zal er iets moois bloeien tussen die twee. Mieke wil hun relatie geheim houden , maar Niko is het beu om verstoppertje te spelen. Ze komen uit voor hun relatie. Wanneer Niko probeert weg te glippen uit Mieke haar kamer betrapt Trudy hun en zo weet zij ook van hun relatie. Jan is woedend wanneer hij weet dat Niko een relatie heeft met zijn dochter. Jan en Linda denken dat hun liefde niet echt is. Linda draait na een tijdje bij maar Jan dreigt zelf met het ontslag van Niko als hij zijn dochter niet met rust laat.
Later kan Niko Jan toch overtuigen van hun relatie. En Mieke en Niko zouden graag eens op reis gaan, maar Mieke wil met het vliegtuig en Niko het liefst met de camper, zo komt hij terug in contact met Glenn de Bock, die hem al snel chanteert. Niko raakt hierdoor betrokken bij verschillende overvallen.Niko komt aan in de verlaten fabriek. Hij en Mieke worden bedreigd door Glenn en hij wil ze alle twee doodschieten. Gelukkig komt Steve Schuurmans op tijd aan om de twee te redden. Steve schiet Glenn in de schouder en ze kunnen hem overmeesteren. Niko is Steve enorm dankbaar voor het redden van zijn vriendin.
Na de hele affaire vertrekken Mieke en Niko voor een tijdje naar Ibiza. Als teken van dank mag Steve intussen op het appartement blijven wonen.
Uiteindelijk geraken Mieke en Niko in zware problemen met Steve, die aan een ziekelijke obsessie voor Mieke lijdt. Hierdoor komt het bijna tot een breuk tussen Mieke en Niko. Na een hevige ruzie tussen Mieke en Steve in het café, loopt deze laatste in razernij onder een auto en sterft. Niko geeft Mieke de schuld van Steves dood en de twee breken even. Als hij ontdekt dat Mieke toch gelijk heeft over de stalking komen de twee weer bij elkaar. Maar al snel staat hun relatie terug onder spanning. Evy heeft aan Niko gevraagd of hij donor wil worden voor het kindje van haar en Jana. Niko twijfelt in het begin maar stemt uiteindelijk toch toe en wordt razend enthousiast over het idee. Mieke, die in eerste instantie ook akkoord ging, begint te twijfelen, want heel deze situatie, wakkert haar verdriet om haar onvruchtbaarheid weer aan.